# Jan Orzechowski (1827–1916)
Jan Orzechowski (ur. 1827 w Łazach, zm. 7 czerwca 1916 tamże) – polski działacz polityczny związany z ruchem ludowym, poseł do parlamentu w Wiedniu.

## Życiorys
Był synem wiejskiego kowala Adama i Klary z Nowaków. Zajmował się małym gospodarstwem rolnym. W latach 1885–1891 zasiadał w austriackiej Radzie Państwa, gdzie był jednym z nielicznych posłów chłopskich w okresie poprzedzającym zorganizowanie ruchu ludowego. Wybrany został w kurii wiejskiej okręgu Bochnia-Brzesko, znacznie wyprzedzając ziemianina Jana Stadnickiego (190 głosów do 29). Należał do Koła Polskiego, w którym nie przejawiał większej aktywności; swoim wyborcom tłumaczył się, że wysuwane przez niego projekty na rzecz chłopów utrącane są przez parlamentarzystów-obszarników. W 1889 bez powodzenia ubiegał się o mandat w Sejmie Krajowym we Lwowie.
W lipcu 1895, po powstaniu Stronnictwa Ludowego w Galicji, na założycielskim zjeździe w Rzeszowie Orzechowski wybrany został w skład Wydziału Wykonawczego (zarządu). Był członkiem władz stronnictwa do 1897, potem wycofał się z aktywności politycznej, prawdopodobnie ze względu na podeszły wiek.
Był trzykrotnie żonaty – z Franciszką z domu Sitko (od 1849), z Wiktorią z Nowaków (od 1864), z Małgorzatą z domu Sykta (od 1866). Zmarł 7 czerwca 1916 w rodzinnych Łazach.